# Puchar Świata kobiet w kombinacji norweskiej 2022/2023
Puchar Świata kobiet w kombinacji norweskiej 2022/2023 rozpoczął się 2 grudnia 2022 w norweskim Lillehammer, a ostatnie zawody z tego cyklu zostały rozegrane 11 marca 2023 w stolicy Norwegii Oslo. Kraje, w których odbyły się konkursy PŚ to Norwegia, Austria, Estonia oraz Niemcy.
Obrończynią tytułu była Norweżka Gyda Westvold Hansen, a w Pucharze Narodów reprezentacja Norwegii. W tym sezonie ponownie najlepsza okazała się Norweżka Gyda Westvold Hansen, a w Pucharze Narodów najlepsza okazała się reprezentacja Norwegii.

## Kalendarz i wyniki
| Lp.                                                                                    | Data                                                                          | Miejscowość                                                                   | Skocznia                                                                      | Konkurencja                                                                   | 1. miejsce                                                                            | 2. miejsce                                                              | 3. miejsce                                                                  |
| -------------------------------------------------------------------------------------- | ----------------------------------------------------------------------------- | ----------------------------------------------------------------------------- | ----------------------------------------------------------------------------- | ----------------------------------------------------------------------------- | ------------------------------------------------------------------------------------- | ----------------------------------------------------------------------- | --------------------------------------------------------------------------- |
| 1.                                                                                     | 2 grudnia 2022                                                                | Lillehammer                                                                   | Lysgårdsbakken                                                                | HS98/5 km                                                                     | Gyda Westvold Hansen                                                                  | Annika Sieff                                                            | Nathalie Armbruster                                                         |
| 2.                                                                                     | 3 grudnia 2022                                                                | Lillehammer                                                                   | Lysgårdsbakken                                                                | HS98/5 km                                                                     | Gyda Westvold Hansen                                                                  | Ida Marie Hagen                                                         | Lisa Hirner                                                                 |
| 3.                                                                                     | 16 grudnia 2022                                                               | Ramsau                                                                        | Mattensprunganlage                                                            | HS98/5 km                                                                     | Gyda Westvold Hansen                                                                  | Lisa Hirner                                                             | Nathalie Armbruster                                                         |
| 4.                                                                                     | 17 grudnia 2022                                                               | Ramsau                                                                        | Mattensprunganlage                                                            | HS98/5 km                                                                     | Gyda Westvold Hansen                                                                  | Annika Sieff                                                            | Nathalie Armbruster                                                         |
| 5.                                                                                     | 6 stycznia 2023                                                               | Otepää                                                                        | Tehvandi                                                                      | HS97/4x5 km                                                                   | Norwegia Jens Lurås Oftebro · Ida Marie Hagen · Gyda Westvold Hansen · Jørgen Graabak | Niemcy Manuel Faißt · Jenny Nowak · Nathalie Armbruster · Julian Schmid | Austria Franz-Josef Rehrl · Lisa Hirner · Annalena Slamik · Lukas Greiderer |
| 6.                                                                                     | 7 stycznia 2023                                                               | Otepää                                                                        | Tehvandi                                                                      | HS97/5 km                                                                     | Odwołano                                                                              | Odwołano                                                                | Odwołano                                                                    |
| 7.                                                                                     | 8 stycznia 2023                                                               | Otepää                                                                        | Tehvandi                                                                      | HS97/5 km                                                                     | Gyda Westvold Hansen                                                                  | Nathalie Armbruster                                                     | Lisa Hirner                                                                 |
| 8.                                                                                     | 27 stycznia 2023                                                              | Seefeld in Tirol                                                              | Casino Arena                                                                  | HS109/5 km                                                                    | Gyda Westvold Hansen                                                                  | Nathalie Armbruster                                                     | Ida Marie Hagen                                                             |
| 9.                                                                                     | 28 stycznia 2023                                                              | Seefeld in Tirol                                                              | Casino Arena                                                                  | HS109/5 km                                                                    | Gyda Westvold Hansen                                                                  | Annika Sieff                                                            | Nathalie Armbruster                                                         |
| 10.                                                                                    | 11 lutego 2023                                                                | Schonach                                                                      | Langenwaldschanze                                                             | HS100/5 km                                                                    | Gyda Westvold Hansen                                                                  | Jenny Nowak                                                             | Yuna Kasai                                                                  |
| 11.                                                                                    | 12 lutego 2023                                                                | Schonach                                                                      | Langenwaldschanze                                                             | HS100/5 km                                                                    | Gyda Westvold Hansen                                                                  | Ida Marie Hagen                                                         | Nathalie Armbruster                                                         |
| Mistrzostwa Świata w Narciarstwie Klasycznym 2023 w Planicy (22 lutego – 5 marca 2023) |                                                                               |                                                                               |                                                                               |                                                                               |                                                                                       |                                                                         |                                                                             |
| 12.                                                                                    | 11 marca 2023                                                                 | Oslo                                                                          | Midtstubakken                                                                 | HS106/5 km                                                                    | Gyda Westvold Hansen                                                                  | Ida Marie Hagen                                                         | Anju Nakamura                                                               |
| Puchar Świata kobiet w kombinacji norweskiej 2022/2023 – klasyfikacja końcowa          | Puchar Świata kobiet w kombinacji norweskiej 2022/2023 – klasyfikacja końcowa | Puchar Świata kobiet w kombinacji norweskiej 2022/2023 – klasyfikacja końcowa | Puchar Świata kobiet w kombinacji norweskiej 2022/2023 – klasyfikacja końcowa | Puchar Świata kobiet w kombinacji norweskiej 2022/2023 – klasyfikacja końcowa | Gyda Westvold Hansen                                                                  | Nathalie Armbruster                                                     | Ida Marie Hagen                                                             |

## Wyniki reprezentantów Polski
| Zawodnik | Lillehammer 02.12 | Lillehammer 03.12 | Ramsau am Dachstein 16.12 | Ramsau am Dachstein 17.12 | Otepää 08.01 | Seefeld 27.01 | Seefeld 28.01 | Schonach 11.02 | Schonach 12.02 | Oslo 11.03 |
| Joanna Kil | -                 | -                 | 19                        | 20                        | -            | -             | -             | -              | -              | -          |
| 1-3 4-30 poniżej 30 q – Zawodnik nie zakwalifikował się do konkursu głównego. dns1 – Zawodnik nie wystąpił w konkursie głównym. dns2 – Zawodnik nie pojawił się na starcie biegu/skoku. dsq – Zawodnik został zdyskwalifikowany w konkursie głównym. dnf – Zawodnik nie ukończył biegu. – – Zawodnik nie został zgłoszony do konkursu. |                   |                   |                           |                           |              |               |               |                |                |            |
| 1 Dyskwalifikacja w rundzie prowizorycznej/kwalifikacjach z powodu niezgodnego/-ych z regulaminem sprzętu/stroju/butów. 2 Dyskwalifikacja z powodu niezgodnego/-ych z regulaminem sprzętu/stroju/butów. 3 Dyskwalifikacja z powodu za wczesnego wybiegnięcia na start podczas biegu. 4 Zawodnik zgłoszony nie wystartował w kwalifikacjach. 5 Zawodnik nie zakwalifikował się do części konkursu rozgrywanego na skoczni (nie zmieścił się w czołowej 50., dotyczy startu masowego). |                   |                   |                           |                           |              |               |               |                |                |            |

## Klasyfikacje
| Lp. | Zawodniczka          | Punkty |
| --- | -------------------- | ------ |
| 1.  | Gyda Westvold Hansen | 1000   |
| 2.  | Nathalie Armbruster  | 589    |
| 3.  | Ida Marie Hagen      | 542    |
| 4.  | Annika Sieff         | 541    |
| 5.  | Lisa Hirner          | 454    |
| 6.  | Yuna Kasai           | 398    |
| 7.  | Haruka Kasai         | 330    |
| 8.  | Jenny Nowak          | 325    |
| 9.  | Anju Nakamura        | 269    |
| 10. | Léna Brocard         | 239    |
| 11. | Ema Volavšek         | 231    |
| 12. | Marte Leinan Lund    | 199    |
| 13. | Annalena Slamik      | 194    |
| 14. | Svenja Würth         | 188    |
| 15. | Veronica Gianmoena   | 179    |
| 16. | Maria Gerboth        | 159    |
| 17. | Mari Leinan Lund     | 140    |
| 18. | Cindy Haasch         | 131    |
| 19. | Magdalena Burger     | 119    |
| 20. | Sana Azegami         | 104    |
| 21. | Daniela Dejori       | 92     |
| 22. | Claudia Purker       | 89     |
| 23. | Mille Marie Hagen    | 83     |
| 24. | Annika Malacinski    | 83     |
| 25. | Minja Korhonen       | 80     |
| 26. | Sophia Maurus        | 64     |
| 27. | Silva Verbič         | 55     |
| 28. | Jolana Hradilová     | 27     |
| 29. | Alva Thors           | 26     |
| 30. | Joanna Kil           | 23     |
| 31. | Tereza Koldovská     | 23     |
| 32. | Ingrid Låte          | 20     |
| 33. | Alexa Brabec         | 17     |
| 34. | Kjersti Græsli       | 10     |
| =   | Greta Pinzani        | 10     |
| 36. | Annamaija Oinas      | 8      |
| 37. | Thea Øihaugen        | 8      |
| 38. | Hanna Midtsundstad   | 7      |

| Lp. | Zawodniczka          | Punkty |
| --- | -------------------- | ------ |
| 1.  | Ida Marie Hagen      | 1000   |
| 2.  | Marte Leinan Lund    | 601    |
| 3.  | Gyda Westvold Hansen | 575    |
| 4.  | Anju Nakamura        | 447    |
| 5.  | Nathalie Armbruster  | 394    |
| 6.  | Haruka Kasai         | 352    |
| 7.  | Ema Volavšek         | 326    |
| 8.  | Lisa Hirner          | 311    |
| 9.  | Veronica Gianmoena   | 281    |
| 10. | Léna Brocard         | 269    |
| ... |                      |        |
| 32. | Joanna Kil           | 23     |

| Lp. | Zawodniczka          | Punkty |
| --- | -------------------- | ------ |
| 1.  | Gyda Westvold Hansen | 980    |
| 2.  | Annika Sieff         | 690    |
| 3.  | Nathalie Armbruster  | 538    |
| 4.  | Lisa Hirner          | 437    |
| 5.  | Yuna Kasai           | 402    |
| 6.  | Svenja Würth         | 372    |
| 7.  | Jenny Nowak          | 369    |
| 8.  | Haruka Kasai         | 331    |
| 9.  | Annalena Slamik      | 298    |
| 10. | Ida Marie Hagen      | 263    |
| ... |                      |        |
| 30. | Joanna Kil           | 26     |

| Lp. | Drużyna           | Punkty |
| --- | ----------------- | ------ |
| 1.  | Norwegia          | 2209   |
| 2.  | Niemcy            | 1750   |
| 3.  | Japonia           | 1201   |
| 4.  | Włochy            | 897    |
| 5.  | Austria           | 887    |
| 6.  | Słowenia          | 336    |
| 7.  | Finlandia         | 239    |
| 8.  | Francja           | 239    |
| 9.  | Stany Zjednoczone | 125    |
| 10. | Czechy            | 50     |
| 11. | Polska            | 23     |